# Honnschaft
Die Honnschaft oder Honschaft, gelegentlich auch Hunnschaft, Hundschaft, Hondschaft o. Ä., war über das Mittelalter hinaus in Teilen des Rheinlandes, besonders am Niederrhein und im Bergischen Land, die unterste Verwaltungseinheit auf dem Lande. Im westfälischen Raum findet die Honnschaft in dem Institut der Bauerschaft ein im Konzept identisches Äquivalent. 
Eine Honnschaft musste nicht zwangsläufig ein geschlossenes Gebiet umfassen, sondern war zunächst als Verwaltungseinheit für mehrere Hofstellen verfasst. Eine Honnschaftsangehörigkeit war an bestimmte Höfe oder ihre Besitzer gebunden, so dass es auch Honschaften gab, die zum Teil oder ausschließlich als verstreute Enklaven innerhalb anderer Honschaftsgebiete lagen. Im Laufe der Entwicklung bildeten sich aber überwiegend geschlossene Bereiche, die am ehesten mit Landgemeinden vergleichbar sind und im 19. Jahrhundert oftmals auch in solche überführt wurden.

## Etymologie
Unstrittig ist die Herleitung des Begriffes aus „Hundertschaft“. Was aber mit der Zahl Hundert zusammengefasst wurde, ist in der Forschung umstritten. Möglich ist eine ursprünglich militärische Bedeutung (Römer, Westgoten), wahrscheinlicher ist jedoch eine Zusammenfassung zu steuerlichen Zwecken wie in England, wo die „hundred“ im Mittelalter eine Unterteilung der Grafschaft bildeten, die zur Erfassung der Steuern und zur Friedens- und Rechtswahrung eingerichtet worden war.

## Mittelalter und Neuzeit
Vermutlich reicht die Honnschaft in die Zeit der fränkischen Gaugrafenverfassung zurück. Der Begriff kommt jedenfalls nur in fränkischen Siedlungsgebieten vor. In den sächsisch/westfälischen Gebieten tritt dafür der Begriff Bauerschaft oder Burschaft auf. Die Honnschaften waren auf jeden Fall schon da (als bestimmtes Gebiet, nicht als Begriff), als die Zehntbezirke der Kirchen beschrieben wurden (etwa 875 der Zehntbezirk der Werdener Klosterkirche). Hier finden sich alle Namen der später als Honnschaften bezeichneten Gebiete.
Nicht nur die Kirchspiele setzen sich aus verschiedenen Honnschaften zusammen, sondern auch die im Bergischen im 14. Jahrhundert erkennbaren Ämter und deren Landgerichtsbezirke. Im Einzelfall waren Kirchspiel und Honnschaft deckungsgleich, zum Beispiel in Sonnborn und in Dhünn.
Zum bergischen Landgericht Homberg etwa zählten 13 Honnschaften, die 6 Vertreter in das Gericht schickten. Als Schöffen konnten auch die Honnen (gelegentlich Hunnen) genannten Vorsteher einer Honnschaft gewählt werden; dies war aber wohl selten der Fall. Das Amt des Honnen wechselte zwischen den Inhabern bestimmter, allerdings nur älterer Höfe. Seine Aufgaben sind nur schwer fassbar. Im 16. Jahrhundert war der Honne der Honnschaft Hetterscheidt dafür verantwortlich, dass die von den Höfen der Honnschaft zu zahlenden Naturalabgaben vollständig in die herzogliche Kellnerei Angermund geliefert wurden. Er bekam dafür einen Anteil und haftete für fehlende Abgaben. Das Zusammenführen von Abgaben dürfte der Honne bereits 1364 als Aufgabe gehabt haben, denn ein überliefertes Verzeichnis im Hauptstaatsarchiv Düsseldorf enthält die zu leistenden Abgaben an Geld, Getreide und Schüppendienste honnschaftweise und nicht auf die einzelnen Höfe bezogen.
Eine Unterteilung der Honnschaften in Bauerschaften gab es wohl am Niederrhein. Dies dürfte aber eine späte Entwicklung sein. Die Namen der ehemaligen Honnschaften sind vielfach als Stadtteilnamen erhalten geblieben; eine weitere geschichtshistorische Bearbeitung des Begriffes steht noch weitgehend aus. 
Bis zum Exodus der Deutschen aus Siebenbürgen existierten auch dort Honnschaften. Die Siebenbürger Sachsen kamen überwiegend aus den moselfränkischen Gebieten; sie waren keine Sachsen.

## Ablösung der Honnschaften im 19. Jahrhundert
Mit der napoleonischen Besetzung und Integration der linksrheinischen Gebiete in Frankreich sowie der Gründung des französischen Satellitenstaats Großherzogtum Berg um die Wende von 18. zum 19. Jahrhundert waren umfangreiche kommunale Gliederungsänderungen nach französischem Vorbild verbunden. Die Einführung von Departements, Arrondissements, Kantonen (Landkreise) und Mairien (in preußischer Zeit in Bürgermeistereien umgewidmet) ordnete die bisherige Verwaltungsgliederungen grundlegend um. Die althergebrachten Honnschaften und Bauerschaften wurden aber in der Regel als Landgemeinden oder Gemeindeteile weiterhin unterhalb der Bürgermeistereiebene beibehalten, so dass diese mittelalterliche Verwaltungseinheiten mindestens bis in das frühe 19. Jahrhundert Bestand hatten. 
Honnschaften, die weniger durch eine territoriale Geschlossenheit als durch ein gestreutes Besitztum definiert waren, wurden dabei häufig aufgelöst und deren honschaftsangehörige Wohnplätze umliegenden oder sie umfassenden Honnschaften zugewiesen. 1816 gingen die französisch besetzten Gebiete an Preußen, das die französische Verwaltungsgliederung im Großen und Ganzen beibehielt. Zu Anfang wurden einige Honnschaften mit eigenem Haushalt und Gemeindevorsteher versehen und damit als Gemeindeeinheit aufgewertet, zahlreiche andere bildeten eine eigene Gemarkung im nun eingeführten  Kataster. 
Im ersten Drittel des 19. Jahrhunderts verloren die Honnschaften aber überwiegend als Gliederungsebene erheblich an Bedeutung und entfielen bis zur Mitte des Jahrhunderts überwiegend ganz. Im ländlichen Raum wurden kleinteilige Honschaften nun zu größeren Gemeindeverbänden innerhalb einer Bürgermeisterei zusammengefasst. Wo es eine zentrale Stadt gab, wurde deren Stadtgebiet um die umgebenden Honnschaften erweitert, die häufig auch schon zuvor demselben Kirchspiel und derselben Bürgermeisterei wie auch die Stadt selbst angehörten. In den amtlichen preußischen Ortsregistern der 1830er Jahre sind daher Bürgermeistereien aufgeführt, die nach wie vor in mehrere Honnschaften unterteilte Landgemeinden besaßen, während in benachbarten Bürgermeistereien diese Unterteilung bereits nicht mehr vorgenommen wurde oder die alten Honnschaften selbst als Landgemeinde in Erscheinung traten. Auf Grundlage der Rheinischen Städteordnung entstanden zahlreiche eigenständige Stadtkreise, die bei späteren Kommunalreformen des 20. Jahrhunderts häufig noch fusionierten. Spätestens mit der Gründung eines Stadtkreises entfiel die Existenz einer dem neuen Stadtgebiet zugehörigen Honnschaft.
Als Beispiel für diesen Transformationsprozess sei die heutige Stadt Hückeswagen genannt: Vor der Franzosenzeit einem altbergischen Amt angehörend, war das spätere Stadtgebiet in die Freiheit Hückeswagen um das Schloss Hückeswagen und die definitionsgemäß zur Außenbürgerschaft zusammengefassten Honnschaften Berghausen, Große Honschaft, Herdingsfeld und Lüdorf unterteilt. Die Franzosen schufen die Mairie (später Bürgermeisterei) Hückeswagen, bestehend als Verbund aus Zentralort (Freiheit) und den vier Honschaften. Preußen ernannte 1859 den Zentralort zur Stadt und fasste die vier Honschaften 1861 zur Landgemeinde Neuhückeswagen zusammen, so dass die Bürgermeisterei Hückeswagen sich nun aus der Stadt Hückeswagen und der Landgemeinde Neuhückeswagen zusammensetzte. 1920 wurde Neuhückeswagen in die Stadt eingemeindet, die 1975 aber wieder das Gebiet der alten Honnschaft Lüdorf an Remscheid abgeben musste. Das heutige Hückeswagen ist kommunalhistorisch auf die Freiheit Hückeswagen und die Honnschaften Berghausen, Große Honschaft und Herdingsfeld zurückzuführen.